# Josep Pi-Sunyer
Josep Pi-Sunyer i Cuberta (Barcelona, 18 de diciembre de 1913 - Rosas, 26 de agosto de 1995) fue un político de Cataluña, España, hijo de Carles Pi i Sunyer.
De muy joven militó en las Juventudes de Estat Català, pero desde 1931 se afilió a Esquerra Republicana de Catalunya, de la que fue uno de los fundadores. En 1935 se licenció en Derecho. Después de la Guerra Civil se exilió primero en Francia y después en Londres, donde en 1947 participó en la fundación de la Internacional Liberal. En 1948 marchó a Venezuela con su familia y no regresó a España hasta comienzos de la década de 1970.
De 1973 a 1976 fue secretario de la junta de gobierno del Colegio de Abogados de Barcelona y en 1975 fue uno de los alentadores del Congreso de Cultura Catalana y de la campaña El català al carrer. De 1975 a 1978 militó en Esquerra Democràtica de Catalunya (EDC), pero en 1980 volvió a Esquerra Republicana y en las elecciones generales de 1982 fue elegido senador por la provincia de Gerona en la coalición Catalunya al Senat con Convergencia i Uniò, cargo que ocupó hasta 1986. También había sido diputado por Esquerra Republicana por Barcelona en las elecciones generales de 1979, sustituyendo Heribert Barrera de 1980 a 1982. Trabajó para la implantación del jurado en España, por lo que le fue otorgada la Cruz de San Raimundo de Peñafort.